# 香港繽紛冬日節

香港繽紛冬日節標誌

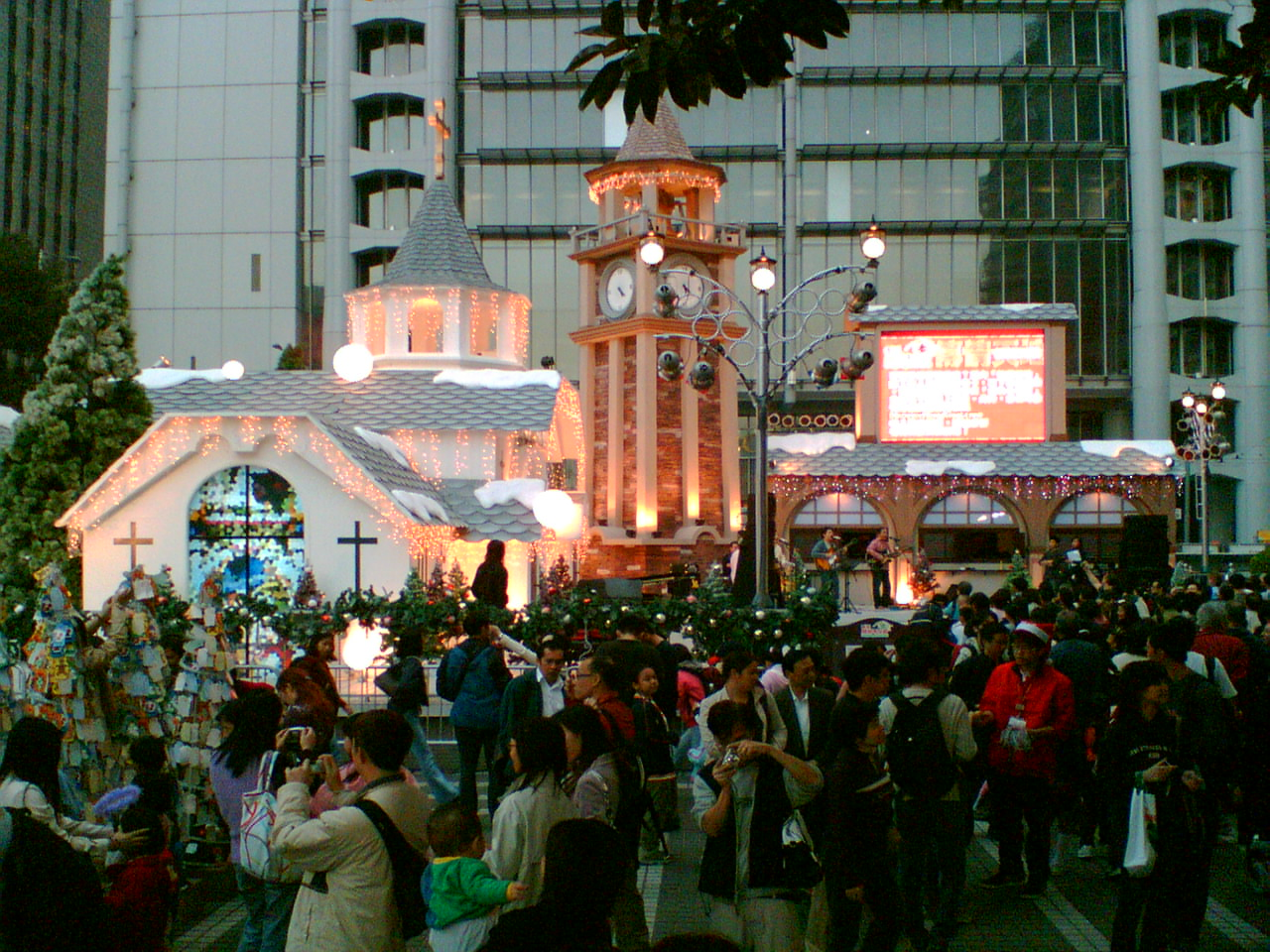
2005香港繽紛冬日節，位於皇后像廣場的聖誕歡樂小鎮

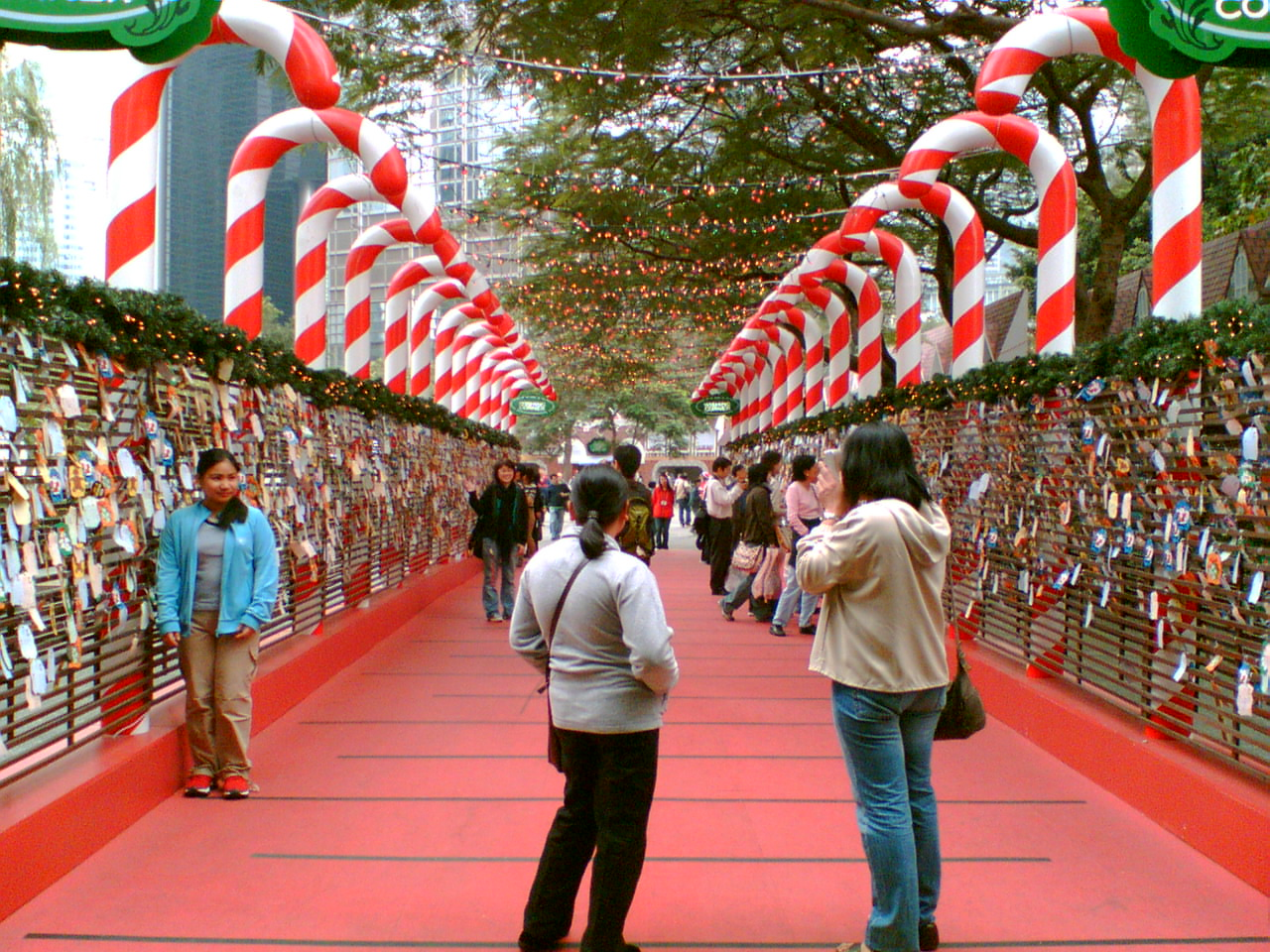
2005香港繽紛冬日節，位於遮打花園的許願廊，掛滿許願卡

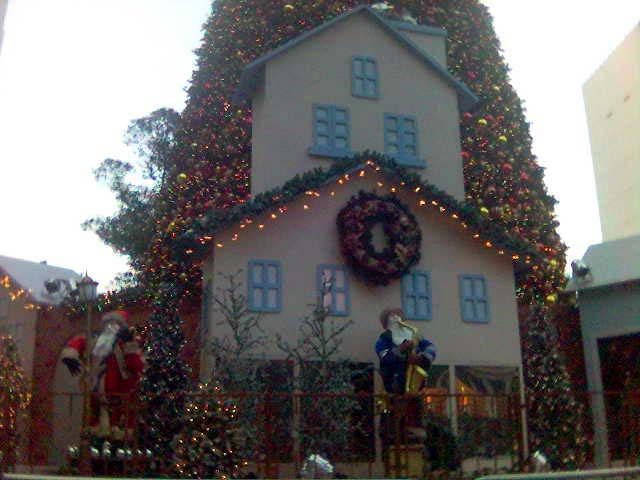
聖誕歡樂小鎮，攝於2005香港繽紛冬日節

香港繽紛冬日節是香港每年聖誕節舉行的節日活動，由香港旅遊發展局舉辦，目的為為香港市民提供聖誕節活動及吸引外地遊客。

## 歷史
首屆香港繽紛冬日節於2002年聖誕節期間假灣仔金紫荊廣場舉行，特色為一棵由2萬個燈泡砌成的「千色許願樹」。2002年12月20日至22日，香港旅遊發展局亦於金紫荊廣場舉辦動感熱舞嘉年華活動。
其後，香港繽紛冬日節遷移到中環皇后像廣場舉行，每年繼續設有一棵35米高的聖誕樹。2003年以「聖誕奇妙樂園」為主題，於愛丁堡廣場碼頭至皇后像廣場一帶設置「聖誕鈴許願廊」，讓遊人寫下自己的願望。2004年則佈置成「聖誕歡樂小鎮」及「奇妙音樂盒」，以北歐芬蘭的聖誕老人為主題。

## 2006年
2006年，香港繽紛冬日節為「精彩香港旅遊年」的壓軸活動。冬日節繼續以「聖誕歡樂小鎮」為主題，設有一座「聖誕鐘樓」及「白色小教堂」，供予遊客拍照，逢星期五、六、日及公眾假期舉辦現場表演。

## 2007年
2007年，香港旅遊發展局以無公司贊助為理由，停止舉辦「聖誕歡樂小鎮」。卻在不同地點舉辦不同的新活動，如星光大道許願廊、銅鑼灣「聖誕夢樂園」及山頂音樂表演等，令香港的聖誕氣氛不因「聖誕歡樂小鎮」的消失而減退。

## 2008年
高30米的巨型閃爍聖誕樹在中環皇后像廣場上熠熠生輝，精心佈置的古董電車、敞篷巴士及流動表演車乘載著過千名歌者穿梭市內大街小巷報佳音。
12月31日晚上，迎來壓軸跨年盛會——除夕倒數詠香江。子夜時刻，國際金融中心二期及香港島北面九幢地標建築物同時綻放煙火。

## 2009年
香港繽紛冬日節停辦一年。在尖沙咀市政局百周年紀念公園，香港唱作人林一峰和流行組合at 17帶領400名小學生以樂韻及童音傳達節日喜樂的訊息。至除夕夜，舉行除夕倒數詠香江。

## 2010年
在中環商業中心區有一棵以施华洛世奇水晶製造的聖誕樹，矗立在皇后像廣場內。至除夕夜，舉行除夕倒數詠香江。

## 2011年
維多利亞港兩岸的燈海裝飾增添了兩大亮點，在中環有由Tiffany & Co.產品製造的聖誕樹；在尖沙咀東部、有由信和集團贊助的「冰紛樂園」，為旅客帶來戶外真雪溜冰體驗。至除夕夜，舉行除夕倒數詠香江。

## 2012年
維港兩岸摩天大廈的閃爍新裝，璀璨華麗，總是令人驚艷。2012年，中環Tiffany & Co.的巨型聖誕樹與旋轉木馬，更營造了溫馨浪漫的氣氛。元旦前夕，維港兩岸的煙火倒數盛會「新年．新世界．香港除夕倒數」，萬人一起喝采迎接新年，也好不熱鬧！當然，人氣景點的主題活動、各大小商場的聖誕裝扮和瘋狂大減價、餐廳的節慶美食優惠，都讓這個「亞洲國際都會」更繽紛更生色。

## 舉行日期

### 香港繽紛冬日節 2002
- 2002年12月1日 - 2003年1月5日

### 香港繽紛冬日節 2003
- 2003年11月28日 - 2004年1月4日

### 香港繽紛冬日節 2004
- 2004年11月26日 - 2005年1月2日

### 香港繽紛冬日節 2005
- 2005年11月25日 - 2006年1月2日

### 香港繽紛冬日節 2006
- 2006年11月24日 - 2007年1月1日

### 香港繽紛冬日節 2007
- 2007年11月30日 - 2008年1月1日

### 香港繽紛冬日節 2008
- 2008年11月28日 - 2009年1月4日

### 香港繽紛冬日節 2010
- 2010年11月29日 - 2011年1月2日

### 香港繽紛冬日節 2011
- 2011年11月25日 - 2012年1月1日

### 香港繽紛冬日節 2012
- 2012年11月23日 - 2013年1月1日

## 資料來源
- 香港“繽紛冬日節”亮燈 吸引更多旅客來港度假
- 香港“繽紛冬日節”28日舉行 （页面存档备份，存于）
- 香港繽紛冬日節：“冬日節”玩轉香港
- "繽紛冬日節"拉開香港冬季旅遊大幕

## 站外鏈結
- 香港繽紛冬日節 2005 （页面存档备份，存于）／2006 （页面存档备份，存于）／2007 （页面存档备份，存于）／2008 （页面存档备份，存于）／2009 （页面存档备份，存于）／2010 （页面存档备份，存于）／2011 / 2012 （页面存档备份，存于）